# Malvillers
 Malvillers es una población y comuna francesa, situada en la región de Franco Condado, departamento de Alto Saona, en el distrito de Vesoul y cantón de Vitrey-sur-Mance.

## Demografía
| 88 | 113 | 102 | 92 | 89 | 74 | 74 |
| Para los censos de 1962 a 1999 la población legal corresponde a la población sin duplicidades (Fuente: INSEE [Consultar]) |     |     |    |    |    |    |